# Chuck McKinley
Pour les articles homonymes, voir McKinley.
Charles « Chuck » Robert McKinley Jr, né le 5 janvier 1941 à Saint Louis dans le Missouri et décédé le 10 août 1986 à Dallas dans l'État du Texas d'une tumeur au cerveau, est un ancien joueur de tennis américain, devenu numéro un mondial à la suite de sa victoire dans le tournoi de Wimbledon en 1963.
Après la remise des diplômes de la Trinité, McKinley a choisi de ne pas entrer dans le tennis professionnel et de refuser le contrat pro proposé par les responsables du circuit professionnel représentés par les deux anciens champions, Jack Kramer et Frank Sedgman à la fin de l'année 1963. Il est devenu à la fois un courtier de stock à New York et par intermittence un joueur de tennis de bon niveau dans les rangs amateurs jusqu'au début des années 1970.
Durant sa carrière, il participe à plusieurs finales en tournois. Par exemple en février 1962, lors du grand tournoi sur court couvert en bois au New York U.S. National Indoor, McKinley alors tête de série numéro 2 remporte la finale contre Whitney Reed, tête de série numéro un, au score de 4-6, 6-3, 4-6, 9-7, 10-8 avec près de trois heures de jeu et une balle de match sauvée par Chuck McKinley.
Il remporte quelques mois plus tard un autre grand tournoi du circuit américain, il bat en finale du U.S. National Clay Court joué à River Forest sur terre battue, l'Australien Fred Stolle 6-3, 8-6, 6-4 et sans perdre un set durant tout le championnat.
Il est membre du International Tennis Hall of Fame depuis 1986.

## Palmarès (partiel)

### Titres en simple messieurs
| No | Date       | Nom et lieu du tournoi                   | Catégorie | Surface      | Finaliste           | Score          |          |
| -- | ---------- | ---------------------------------------- | --------- | ------------ | ------------------- | -------------- | -------- |
| 1  | 24-06-1963 | The Championships, Wimbledon             | G. Chelem | Gazon (ext.) | Fred Stolle         | 9-7, 6-1, 6-4  | Parcours |
| 2  | 15-09-1963 | Colonial National Invitation, Fort Worth |           | Dur (ext.)   | Hamilton Richardson | 6-3, 3-6, 10-8 |          |

### Finales en simple messieurs
| No | Date       | Nom et lieu du tournoi                   | Catégorie | Surface      | Vainqueur      | Score                     |          |
| -- | ---------- | ---------------------------------------- | --------- | ------------ | -------------- | ------------------------- | -------- |
| 1  | 1961       | Tournoi de tennis du Queen's             |           | NC           | Bob Hewitt     | 6-2, 6-3                  |          |
| 2  | 26-06-1961 | The Championships, Wimbledon             | G. Chelem | Gazon (ext.) | Rod Laver      | 6-3, 6-1, 6-4             | Parcours |
| 3  | 16-06-1962 | Colonial National Invitation, Fort Worth |           | Dur (ext.)   | Roy Emerson    | 4-6, 6-2, 6-3             |          |
| 4  | 1963       | Tournoi de tennis de River Oaks, Houston |           | NC           | Manuel Santana | 6-4, 13-11, 3-6, 2-6, 6-4 |          |

### Titres en double messieurs
| No | Date       | Nom et lieu du tournoi                 | Catégorie | Surface      | Partenaire     | Finalistes                    | Score                    |          |
| -- | ---------- | -------------------------------------- | --------- | ------------ | -------------- | ----------------------------- | ------------------------ | -------- |
| 1  | 01-09-1961 | US National Championships Forest Hills | G. Chelem | Gazon (ext.) | Dennis Ralston | Rafael Osuna Antonio Palafox  | 6-3, 6-4, 2-6, 13-11     | Parcours |
| 2  | 28-08-1963 | US National Championships Forest Hills | G. Chelem | Gazon (ext.) | Dennis Ralston | Rafael Osuna Antonio Palafox  | 9-7, 4-6, 5-7, 6-3, 11-9 | Parcours |
| 3  | 02-09-1964 | US National Championships Forest Hills | G. Chelem | Gazon (ext.) | Dennis Ralston | Graham Stilwell Mike Sangster | 6-3, 6-2, 6-4            | Parcours |

### Finale en double messieurs
| No | Date       | Nom et lieu du tournoi                 | Catégorie | Surface      | Vainqueurs                   | Partenaire     | Score                     |          |
| -- | ---------- | -------------------------------------- | --------- | ------------ | ---------------------------- | -------------- | ------------------------- | -------- |
| 1  | 31-08-1962 | US National Championships Forest Hills | G. Chelem | Gazon (ext.) | Rafael Osuna Antonio Palafox | Dennis Ralston | 6-4, 10-12, 1-6, 9-7, 6-3 | Parcours |

## Parcours en Grand Chelem

### En simple
- Wimbledon : vainqueur en 1963 ; finaliste en 1961 ; demi-finaliste en 1964.
- Forest Hills U.S. National : demi-finaliste en 1962, 1963 et 1964.

### En double
- Chestnut Hill U.S. National : vainqueur en 1961, 1963 et 1964 ; finaliste en 1962 (tous avec Dennis Ralston)